# Pleroma castellense
Pleroma castellense é uma espécie de planta do gênero Pleroma e da família Melastomataceae.
Esta espécie apresenta tricomas escabro-estrigosos dendríticos na face abaxial da folha, hipanto e externamente nas lacínias, e conectivo com apêndices bituberculados glabros.

## Taxonomia
A espécie foi descrita em 2019 por Paulo José Fernandes Guimarães e Fabián A. Michelangeli.
O seguinte sinônimo já foi catalogado:
- Tibouchina castellensis  Brade

Seu epíteto refere-se ao município de Castelo, onde foi coletada.

## Forma de vida
É uma espécie rupícola, terrícola e arbustiva.

## Descrição
Arbusto com cerca de 0,5m; ramos obtuso quadrangulares com tricomas escabro-estrigosos dendríticos, assim como no hipanto, face inferior da folha e externamente nas lacínias. Ela tem folhas opostas; pecíolo 0,6-1,1 cm, lâmina 3,2-6,4 x 1,6-2,9 cm, elíptica, base obtusa subcordada, ápice obtuso, com tricomas estrigosos longos na face superior, nervuras 7. Inflorescência tirsóide 3,5–7 cm; pedicelo até 1mm; ractéolas 0,4 x 0,2 cm, côncavas, lanceoladas, estrigosas na face superior na região mediana; hipanto de 5 x 4mm, campanulado; lacínias 3 x 1mm, lanceoladas; pétalas com cerca de 1,5 x 1,2 cm, roxas; estames com filetes glandulares, conectivos bituberculados glabros; filetes dos estames antepétalos com cerca de 7mm, tecas com cerca de 6,5mm, conectivos com cerca de 0,5mm prolongados abaixo das tecas; filetes dos estames maiores com cerca de 7,5mm, tecas com cerca de 7mm, conectivos com cerca de 1,5mm prolongados abaixo das tecas; ovário com cerca de 4 x 3mm, densamente seríceo no ápice; estilete com cerca de 1,1 cm de omprimento, glabro. Cápsula com cerca de 0,6 x 0,6 cm.
| Folha                       | Folha             |
| --------------------------- | ----------------- |
| nervura                     | igual maior que 7 |
| pecíolo                     | peciolada         |
| Flor                        |                   |
| bráctea                     | 2                 |
| estame filete               | piloso            |
| estame pilosidade conectivo | glabro            |

## Conservação
A espécie faz parte da Lista Vermelha das espécies ameaçadas do estado do Espírito Santo, no sudeste do Brasil. A lista foi publicada em 13 de junho de 2005 por intermédio do decreto estadual nº 1.499-R.

## Distribuição
A espécie é encontrada no estado brasileiro de Espírito Santo.
A espécie é encontrada no domínio fitogeográfico de Mata Atlântica, em regiões com vegetação de vegetação sobre afloramentos rochosos.